# Крістіан-Йоганнес Ландау
Крістіан-Йоганнес Ландау (нім. Christian-Johannes Landau; 13 жовтня 1897, Альтона, Гамбург — 10 жовтня 1952, Фрайбург, Баварія) — німецький офіцер, генерал-майор вермахту. Кавалер Лицарського хреста Залізного хреста.

## Біографія
Син вчителя Отто Ландау і його дружини Альми. 4 серпня 1914 року поступив на службу в 2-й рейнський польовий артилерійський полк №23, в рядах якого пройшов всю Першу світову війну. 3 грудня 1918 року вийшов у відставку. Вивчав сільське господарство, 12 березня 1923 року здобув диплом фермера, займався бізнесом. 1 липня 1934 року поступив на службу в 2-й артилерійський полк. З 1 жовтня 1934 року — командир 8-ї батареї артилерійського полку «Рендсбург», з 15 жовтня 1935 року — 8-ї батареї 20-го артилерійського полку, з 12 жовтня 1939 року — 4-ї батареї свого полку. 
З 17 липня 1939 року служив у штабі прикордонного командування «Верхній Рейн». 15 листопада 1939 року переведений у 14-ту ландверну дивізію, 1 грудня — в 205-ту піхотну дивізію. З 26 січня 1940 року — командир 4-го дивізіону 205-го артилерійського полку. Учасник Французької кампанії. 19 червня 1941 року переведений в резерв, через 2 дні призначений ад'ютантом штабу 196-ї піхотної дивізії. Учасник німецько-радянської війни. 1 травня 1942 року знову переведений в резерв. З 10 серпня 1942 року — командир 36-го, з 28 липня 1943 року — 248-го артилерійського полку. 1 вересня 1944 року знову переведений в резерв, 5 жовтня — в резерв верховного командування «Захід». З 1 листопада 1944 року — командир 176-ї піхотної дивізії. В кінці війни взятий в полон. Звільнений в 1947 році.

## Нагороди
- Залізний хрест 2-го і 1-го класу
- Почесний хрест ветерана війни з мечами
- Медаль «За вислугу років у Вермахті» 4-го класу (4 роки)
- Застібка до Залізного хреста 2-го і 1-го класу
- Німецький хрест в золоті (2 травня 1944) — як оберст 248-го артилерійського полку.
- Лицарський хрест Залізного хреста (9 травня 1945) — як генерал-майор і командир 176-ї піхотної дивізії.